# Var fan är min revy!
Var fan är min revy! var en reality-tv-serie som visades i SVT under perioden 21 mars-9 maj 2009.
Programmet handlade om att Magnus Uggla skulle sätta upp en revy, och reste runt i Sverige för att hitta artister. Till sin hjälp hade Uggla Martin Hedström. När revyprogrammet besökte Karlshamn tillkom praktikanten Gusten.
Sommaren 2009 uppträdde Magnus Uggla och hans revy med deras låt Hatten av på Allsång på Skansen. 